# 大山乡 (德昌县)
大山乡，是中华人民共和国四川省凉山彝族自治州德昌县曾经下辖的一个乡。

## 行政区划
大山乡撤销前下辖以下地区：
联合村、烟坪村、老棚村和大山村。